# Jan Krzysztof Kelus
Jan Krzysztof Kelus (ur. 21 lutego 1942 w Warszawie) – polski socjolog, działacz polityczny, kompozytor, autor i wykonawca piosenek tzw. drugiego obiegu. Kawaler Orderu Orła Białego.

## Życiorys
Studiował prawo, ale ostatecznie ukończył socjologię na Uniwersytecie Warszawskim. Do marca 1968 był – według jego własnych słów – apolityczny aż do bólu. Dopiero wtedy zaangażował się w działalność opozycyjną. W 1969 aresztowany w ramach „sprawy taterników”. Należał do współpracowników KOR, w ramach którego współorganizował wsparcie prawne i finansowe dla robotników biorących udział w proteście 25 czerwca 1976.
W latach 70. pracował jako socjolog w Instytucie Wenerologii Akademii Medycznej w Warszawie. Równocześnie działał w ówczesnej opozycji demokratycznej. Współpracownik Biura Interwencyjnego KSS „KOR”. Był często nękany przez SB. W 1979 usunięto go z powodów politycznych z Akademii Medycznej.
Na początku lat 80. XX w. założył z przyjaciółmi Niezależną Oficynę Wydawniczą CDN, największy w historii drugoobiegowy dom wydawniczy w Polsce. W stanie wojennym był internowany w Białołęce (przebywał w celi wraz z Januszem Onyszkiewiczem i Henrykiem Wujcem).
Obecnie wraz z żoną mieszka we wsi Miętkie na Mazurach, pracuje jako tłumacz i prowadzi pasiekę.
Wszedł w skład komitetu wspierającego kandydaturę Karola Nawrockiego na prezydenta RP w wyborach w 2025.
Stefan Brzoza nazwał go w swym protest-songu „Zwolnić Kelusa” polskim Woodym Guthrie. Inspirowana jego twórczością i napisana do melodii Kelusa jest piosenka Jacka Kaczmarskiego Powrót sentymentalnej panny „S”, oraz piosenka Andrzeja Kołakowskiego – „Dla J.K.K.”. Dziennikarz Gazety Wyborczej Wojciech Staszewski opublikował książkę o J.K. Kelusie w formie wywiadu-rzeki „Był raz dobry świat”, a filolog Krzysztof Gajda poświęcił mu książkę „Poza państwowym monopolem – Jan Krzysztof Kelus”.
Jego piosenki przypomnieli między innymi Kuba Sienkiewicz, Jacek Kleyff oraz zespół Akurat.

## Odznaczenia
23 września 2006 został odznaczony przez prezydenta RP Lecha Kaczyńskiego Krzyżem Oficerskim Orderu Odrodzenia Polski. 3 maja 2017, w uznaniu znamienitych zasług w ubogacaniu dziedzictwa kulturowego Rzeczypospolitej Polskiej, za niezłomną i bohaterską postawę w obronie godności i praw człowieka w Polskiej Rzeczypospolitej Ludowej, prezydent Andrzej Duda nadał mu Order Orła Białego. 11 lutego 2016 otrzymał Złoty Medal „Zasłużony Kulturze Gloria Artis”.

## Tytuły piosenek

### Lata 60.
1968
- Piosenka pasożyta społecznego

1969
- Piosenka o morzu
- Piosenka w tonacji g-moll
- Na festiwal piosenki więziennej w Koszalinie

### Lata 70.
- Gdy ojciec matkę brał pod spód[10]

1972
- Piosenka osobista i bez tytułu
- Różan

1973
- Był raz dobry świat
- Zaduszki

1974
- Piosenka o wuju historii i przypadku
- 600 mil od nikąd

1975
- Piosenka o Jacku Staszelisie

1976
- Pytania których nie zadam
- Piosenka o drugiej Polsce
- Piosenka o dwóch takich co się szukali po drogach (tekst wspólnie z Barbarą Kopeć)
- Fiat 126p

1977
- Piosenka o dwóch rzeczach pozornie niezależnych
- Piosenka o rzeczach białych
- Chłopcy z SB – choć posiwiałe skronie
- Piosenka sentymentalna o wyprowadzce
- Biuro rzeczy znalezionych
- Polski piasek etykieta zastępcza

### Lata 80.
1980
- Piosenka o nielegalnym posiadaniu broni
- Piosenka o karach śmierci i nagrodach doczesnych
- Kolęda z New York City
- Piosenka naiwna o ochronie środowiska
- Ars longa vita brevis

1981
- Bajka o pszczołach
- Piosenka żeglarska
- Piosenka patetyczna
- Z tamtej strony wysp
- Ballada o szosie E7
- Na przystanku PKS-u
- Przypowieść o jeżach

1982
- Elegia grudniowa
- Za dobry powrót do Itaki
- Polski broadside
- Piosenka z dedykacją
- Przed nami było wielu
- Sentymentalna panna S
- Jesień w pasiece
- Sny lękowe w stanie wojennym
- Hit o CIA

1985
- Papierosy Biełomor-kanał

### Lata 90.
- Słoiczek Tiannanmen[10]

1999
- Piosenka na pożegnanie

### Piosenki do tekstów innych autorów
- Również wykonywał i komponował muzykę do tekstów innych autorów. Między innymi – Ostatnia szychta w KWK „Piast” Jana Michała Zazuli (pseudonim Jakub Broniec). Cytat z tej piosenki posłużył jako tytuł koncertu i płyty Honor jest wasz Solidarni.